# Teleogryllus wittei
Teleogryllus wittei är en insektsart som först beskrevs av Lucien Chopard 1939.  Teleogryllus wittei ingår i släktet Teleogryllus och familjen syrsor. Inga underarter finns listade i Catalogue of Life.